# 독일 U-18 축구 국가대표팀
독일 U-18 축구 국가대표팀(독일어: deutsche U-18-Fußballnationalmannschaft)은 독일을 대표하는 18세 이하의 축구 국가대표팀으로, 독일의 축구 관리 기관인 독일 축구 연맹의 관리를 받는다.

## 역대 감독
| 감독              | 임기        |
| ----------------- | ----------- |
| 마르코 페차이올리 | 2009 ~ 2010 |
| 크리스티안 치게   | 2011 ~ 2012 |
| 크리스티안 치게   | 2013 ~ 2014 |